# 中洲町 (岡山県)
中洲町は、かつて岡山県都窪郡にあった自治体である。発足当時は窪屋郡中洲村であった。
中洲町であったエリアは、現在は倉敷市倉敷の中洲・中島地区に分かれる。

## 沿革
- 1883年（明治16年）2月 - 窪屋郡水江村・酒津村・中島村が三村連合を設置。
- 1889年（明治22年）6月1日 - 上記3村が合併し、中洲村を新設。役場を水江に置く。
- 1900年（明治33年）4月 - 郡の統合により都窪郡中洲村となる。
- 1907年（明治40年） - 高梁川の改修工事が起工する。
- 1925年（大正14年）4月 - 高梁川の改修工事が竣工、東高梁川が廃川となる。
- 1927年（昭和2年）5月 - 廃川地に倉敷絹織（クラレ）倉敷工場が造成される。
- 1940年（昭和15年）12月1日 - 町制を施行し、中洲町となる。
- 1944年（昭和19年）1月1日 - 旧倉敷市に編入合併する。

## 当時の主要施設
- クラレ（倉敷絹織）倉敷工場
- 総神社
- 多聞寺

## 当時の産業
- 花えん
- 人工絹糸
- 醤油
- 米
- 麦
- イグサ
- レンコン

## 地域
当時の管轄地域は、現在の地域では以下の通り。いずれも倉敷市。
中洲
水江・酒津
中島
中島